# Staatsoper Unter den Linden
Staatsoper Unter den Linden is een operagebouw dat op de boulevard Unter den Linden in Berlijn staat. Het is ook de naam van het aldaar residerende operagezelschap.

## Geschiedenis

### Beginjaren

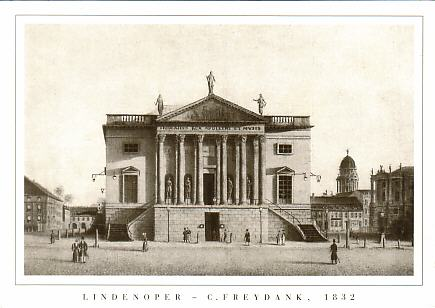
Königlichen Hofoper in 1832

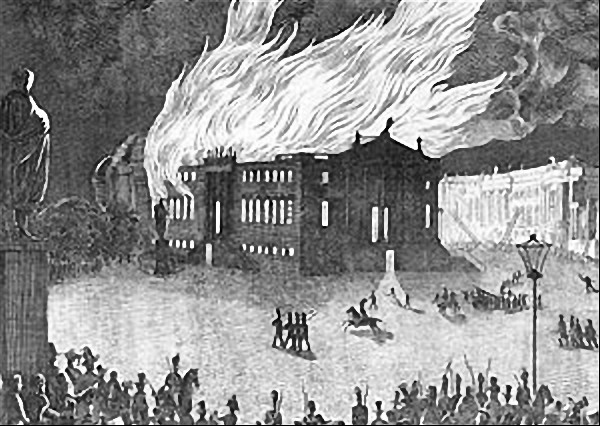
De brandende Hofoper

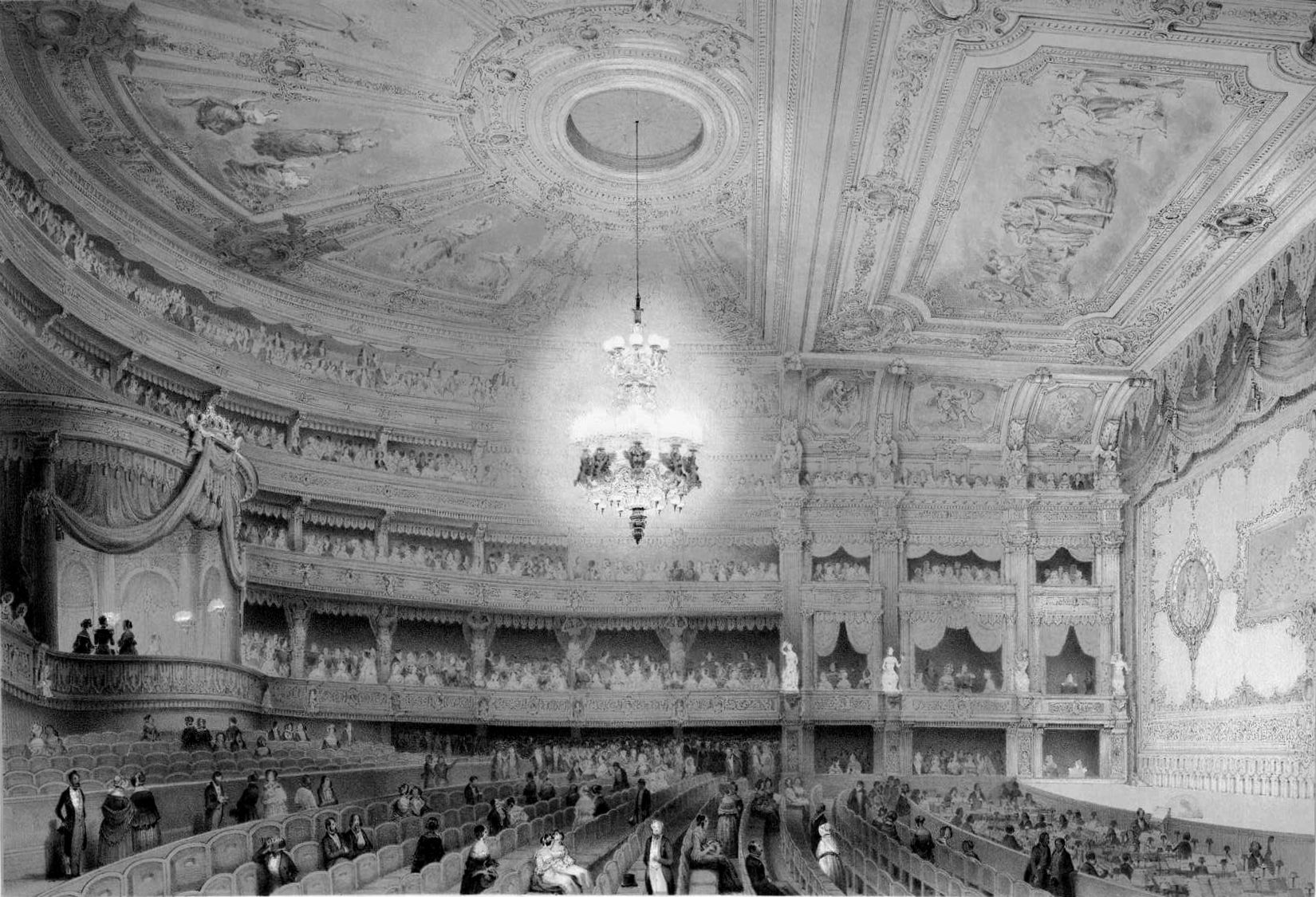
de Berlijnse Hofoper, herbouwd na de brand van 1843

Frederik II van Pruisen gaf opdracht om het oorspronkelijke gebouw neer te zetten, en de werkzaamheden begonnen in juli 1741 met wat oorspronkelijk bedoeld was als het eerste gedeelte van een "Forum Fredericianum". Hoewel nog niet gereed werd de Hofoper op 7 december 1742 ingewijd met de uitvoering van Carl Heinrich Grauns Cleopatra e Cesare. Het was het begin van een succesvolle samenwerking van ruim 250 jaar tussen de Staatsoper en de Staatskapelle Berlin, het staatsorkest, waarvan de geschiedenis teruggaat tot de 16e eeuw.
In 1842 stelde Gottfried Wilhelm Taubert de traditie in om regelmatig symfonische concerten te gaan houden. In datzelfde jaar volgde Giacomo Meyerbeer Gaspare Spontini op als chef-dirigent. Felix Mendelssohn gaf er een jaar lang symfonische concerten.
Op 18 augustus 1843 ging de opera Unter den Linden in vlammen op. Onder leiding van de architect Carl Ferdinand Langhans werd onmiddellijk begonnen met de bouw van een nieuwe operazaal; de deuren van de nieuwe zaal werden al in het najaar geopend met de uitvoering van Meyerbeer's Ein Feldlager in Schlesien.
In 1821 bracht de Berlijnse Opera de première van Weber's Der Freischütz. In 1849 volgde de première van Otto Nicolai's Die lustigen Weiber von Windsor, gedirigeerd door de componist zelf.

### 20e eeuw
Aan het einde van de 19e eeuw, en het begin van de 20e eeuw wist de Berlijnse opera veel uitstekende dirigenten aan te trekken, zoals Felix Weingartner, Karl Muck, Richard Strauss en Leo Blech.
Na het ineenvallen van het Duitse Keizerrijk in 1918 kreeg de opera de nieuwe naam Staatsoper unter den Linden en de Königliche Kapelle werd Kapelle der Staatsoper.
In de jaren twintig bezetten achtereenvolgens Wilhelm Furtwängler, Erich Kleiber, Otto Klemperer, Alexander von Zemlinsky en Bruno Walter de positie van chef-dirigent. In 1925 werd de première van Alban Berg's Wozzeck door Erich Kleiber uitgevoerd in het bijzijn van de componist.

Na een grondige renovatie heropende de Linden-Opera in april 1928 zijn deuren met een nieuwe productie van Die Zauberflöte. In datzelfde jaren traden er ook de beroemde Russische bas Feodor Chaliapin en de Ballets Russes van Serge Diaghilev op. In 1930 dirigeerde Erich Kleiber de première van Darius Milhaud's Christoph Columbus.
Toen in 1934 de symfonische stukken uit Alban Berg's Lulu werden uitgevoerd, was er veel protest uit Nationaalsocialistische kringen, en werd Erich Kleiber gedwongen in ballingschap te gaan.
Nadat de nazi’s de controle overgenomen hadden, kregen de Joodse leden van het gezelschap gedwongen ontslag. Veel Duitse musici, waaronder de dirigenten Otto Klemperer en Fritz Busch moesten in ballingschap vluchtten. Tijdens het Derde Rijk waren Robert Heger, Herbert von Karajan (1939-1945) en Johannes Schüler de "Staatskapellmeisters" van de Lindenoper.

Op 3 februari 1945 werd de Lindenoper opnieuw vernield.

### Naoorlogse jaren
In 1945 werd het operagezelschap als gevolg van een beslissing van de Sovjetmilitairen in Berlijn als "Deutsche Staatsoper" verzelfstandigd.
Ook de verandering in het Fries van het theatergebouw was het werk van de bezettingsmacht uit de Sovjet-Unie, en gaf uitdrukking aan hun doel zich als bewaarder van de Duitse cultuur op te werpen. Het maakte deel uit van een tendens het eigene van de DDR door naamgeving te onderstrepen (Deutschlandsender, Deutschlandtreffen etc.)
De tweede keer dat de opera herbouwd werd duurde dit aanzienlijk langer dan de eerste keer. Pas in 1949 kon het operagezelschap in het gebouw terugkeren, en de uiteindelijke oplevering kwam pas in 1955. De heropening werd gevierd met Wagners Die Meistersinger von Nürnberg.
Nadat in 1961 de Berlijnse Muur gebouwd was kwam de Linden-Opera wat geïsoleerd te staan. Niettemin bleef men er een uitgebreid repertoire voeren dat de gehele periode van de klassieke en romantische periode bestreek, maar ook hedendaagse balletten en opera’s omvatte.

### Na de Duitse hereniging
Vanaf het tijdstip dat Georg Quander in 1992 – na de samenvoeging van Berlijn, en de DDR met de Bondsrepubliek Duitsland – intendant werd, werd de "Deutsche Staatsoper" weer "Staatsoper Unter den Linden" genoemd.
Na de val van de Muur en de hereniging maakte de Linden-Opera wederom deel uit van de westerse operawereld. Opera uit het barok tijdperk stond in het middelpunt van de belangstelling met Cleopatra e Cesare, Croesus, L'Opera seria en Griselda. Deze werken werden uitgevoerd onder leiding van de Belgische dirigent René Jacobs in samenwerking met de Akademie für Alte Musik Berlin en het Freiburger Barockorchester.
In 1992 werd de Argentijns-Israëlische dirigent Daniel Barenboim benoemd als Muzikaal Directeur. Tijdens de Festtage in 2002 dirigeerde hij een Wagner cyclus in tien delen, een productie die tot stand kwam in samenwerking met regisseur Harry Kupfer.
Vanaf september 2010 was het gebouw wegens grondige renovatiewerkzaamheden gesloten. Het gezelschap speelde gedurende de renovatie in het Schillertheater aan de Bismarckstrasse in Berlijn-Charlottenburg. Aanvankelijk zou de verbouwing tot de herfst van 2013 duren, maar uiteindelijk vond de heropening pas plaats op 3 oktober 2017.

## Chef-dirigenten
| - 1572-1582 Johannes Wesalius (Hofkapellmeister) - 1609-1611 Johannes Eccard (Hofkapellmeister) - 1612-1618 Nikolaus Zangius (Hofkapellmeister) - 1618-1619 William Brade - 1759-1775 Johann Friedrich Agricola - 1775-1794 Johann Friedrich Reichardt (Hofkapellmeister) - 1816-1820 Bernhard Anselm Weber - 1820-1841 Gaspare Spontini - 1842-1846 Giacomo Meyerbeer - 1848-1849 Otto Nicolai - 1871-1887 Robert Radecke (Hofkapellmeister) - 1888-1899 Joseph Sucher | - 1899-1913 Richard Strauss - 1913-1920 Leo Blech (Hofkapellmeister) - 1923-1934 Erich Kleiber - 1935-1936 Clemens Krauss - 1941-1945 Herbert von Karajan - 1948-1951 Joseph Keilberth - 1951-1955 Erich Kleiber - 1955-1962 Franz Konwitschny - 1964-1990 Otmar Suitner - 1992-2023 Daniel Barenboim - 2024-nu Christian Thielemann |